# 巻紙分析
巻紙分析（まきがみぶんせき）とは、日本の伝統的な工程分析・改善手法。

## 概要
コンピュータのない時代、工場の作業工程を分析する際、工程順に指図書や伝票などを模造紙に貼り付け、その間の処理内容や担当者、発生する課題などを短冊に記入して貼り付けて行き、工程を「見える化」することで問題点を発見し改善する。
現在ではパソコンが発達したことにより、このような手法を行うことが少なくなった。しかし、集合教育や大人数で討議したい場合は、一覧性の良さや共同作業醸成の意味から実施することがある。実施者によって、さまざまな派生の方法が存在している。
どの手法においてもほぼ共通している点は、模造紙などの大きな用紙を巻物のように横長につなぎ、そこに複数のメンバーから構成されたチームによって、参加型で工程や業務フロー、データの流れなどを記載したり、作業や処理などを記載した短冊を貼り付けて行く。巻紙の長さがどれぐらい減ったかで、効率化の度合いが視覚的にわかるという効果がある。
一方デメリットとしては、工程の正常な流れを前提に作成するため、イレギュラーなフローが抜け落ちることがある。とりわけ、巻紙が一方向に進む構造であるため、各工程からの戻りフロー（中断、返品、やり直し）フローを追記することが難しい。また、工場での工程や受付事務など、作業の流れが明確に確定できる定型業務では使えるが、条件分岐が多い業務や知的労働者、意思決定者などのアドホックな業務には不向きである。